# Julien Brulé
Julien Louis Brulé (* 30. April 1875 in Avilly-Saint-Léonard; † unbekannt) war ein französischer Bogenschütze.
Brulé nahm sehr erfolgreich an den Olympischen Spielen 1920 in Antwerpen teil. Insgesamt gewann er fünf Medaillen, davon eine Gold- und eine Silbermedaille in den Einzelwettbewerben.